# Dolgoprudny
Dolgoprudny (em russo: Долгопру́дный) é uma cidade da Rússia situada no óblast de Moscou. Localiza-se 20 km ao norte da cidade de Moscou, e tem uma população de cerca de 90,956 habitantes (2010).

## Esporte
A cidade de Dolgoprudny foi a sede do FC Kosmos-Kvest Dolgoprudny, que participou do Campeonato Russo de Futebol. 